# Fabryka ultramaryny „Sommer i Nower”
Fabryka ultramaryny „Sommer i Nower” powstała w 1903 roku (na terenie osady fabrycznej Pruszków) z inicjatywy Emila Sommera i Dawida Nowera, na miejscu założonej w 1889 roku fabryki esencji octowej. 
W latach 20. XX wieku fabryka zatrudniała ok. 100 pracowników i produkowała rocznie ok. 400 tys. kg ultramaryny.
Fabryka została zamknięta w latach 60. XX wieku.